# Dublin, Georgia
Dublin är en stad (city) i Laurens County, i delstaten Georgia, USA. Enligt United States Census Bureau har staden en folkmängd på 16 044 invånare (2011) och en landarea på 40,1 km². Dublin är huvudort i Laurens County.